# Helena Modrzejewska
Helena Modrzejewska, művésznevén Helena Modjeska (Krakkó, 1840. október 12. – Newport Beach, Kalifornia, 1909. április 8.) lengyel, amerikai drámai színésznő. A 19. század egyik legnagyobb lengyel színésznőjeként tartják számon, mint a „két kontinens csillagát”, hiszen művészetével, a Shakespeare szerepek újraértelmezésével, mind hazájában, mind Amerikában nagy sikert aratott. Bár Amerikában halt meg, kívánságára hazájában temették el. Nevét Lengyelországban a Stary Teatr őrzi, amelynek hivatalos neve Narodowy Stary Teatr im. Heleny Modrzejewskiej w Krakowie, vagyis Helena Modrzejewska Régi Nemzeti Színház Krakkóban.

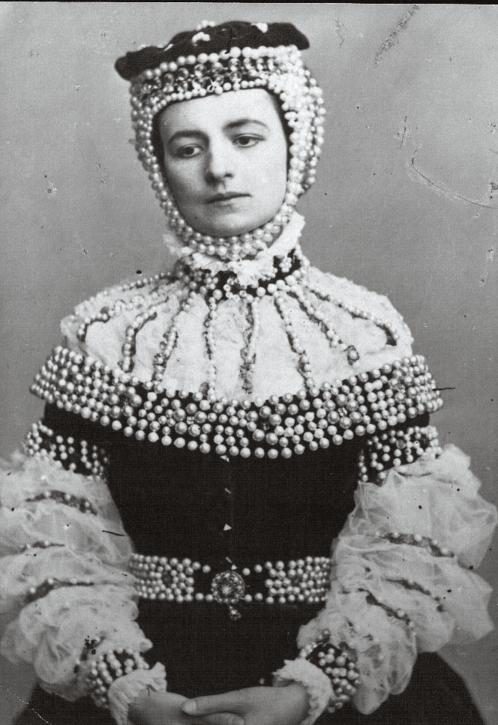
Modrzejewska, Barbara Radziwiłłówna szerepében.
1865-ben.

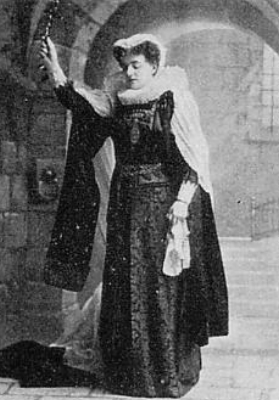
Stuart Mária szerepében 1886-ban

## Nevei
Helena Modrzejewska édesanyja Jozefa Benda, egy gazdag kereskedő Szymon Benda özvegye volt. A kislányt megszületése után Jadwiga Helena Benda névre keresztelték, mivel kérdéses volt, hogy ki is az igazi édesapja, egyesek szerint Władysław Hieronim Sanguszko (1803–1870) herceg lehetett. Michał Opid, aki egy zenetanár volt, felismerni vélte benne a leányát, nevére vette, ettől kezdve hívták Jadwiga Helena Opidnak. A lánynak két féltestvére is volt, Feliks és Jozef, akik szintén a színészmesterséget választották felnőttkorukban. A Modrzejewski nevet első férje Gustaw Modrzejewski után kapta, akivel 1861 és 1868 között élt házasságban.

## Élete
Tanulmányait egy bennlakásos lányiskolában kezdte el, majd egy szerzetesnővérek által működtetett magániskolában folytatta, ekkor már ismerte Zimajert. Színházi karrierje 1861-ben kezdődött, eleinte Helena Modrzejewska, később Modjeska néven, Konstanty Lobojko és Gustaw Zimajer társulatában. Zimajer színész-rendező volt, színpadi névként a Gustav Modrzejewski nevet használta, amit később Modjeskire rövidítettek, hogy a külföldi, főleg angol nyelvű közönség könnyebben meg tudja jegyezni. Bejárták együtt egész Európát, főleg Shakespeare-művekkel, amelyek Helena feldolgozásában újszerűként hatottak a közönségre.
Később összeköltözött a rendezővel, – de törvényes kapcsolatuk sosem volt a férfi korábbi viszonyai miatt, ez csak később vált világossá a színésznő számára – tőle született két gyermeke, a csecsemőként elhalálozott Marylka és fia az 1861. január 27-én született Rudolf, későbbi nevén Ralph Modjeski.
Korai lengyel színészi karrierjére nagy hatással volt, hogy olyan sok városban játszhatott Zimajer segítségével, mint Nowy Sącz, Przemyśl, Rzeszów és Brzezany. 1862-ben Lwówba került és élete első romantikus drámájában, eljátszhatta Skierka szerepét Juliusz Słowacki Balladyna című művében. 1863-ban elhagyta Lwów városát és Stanisławów és Czerniowce színházaiban játszott Słowacki darabokat. 1865-ben Alojzy Felinski tragédiájának címszerepét Radziwiłł Barbara alakját formálta meg. Ez idő tájt nagyon sokat játszott, legfontosabb szerepei 1866-ban a Friedrich Schiller Don Carlosának Eboli hercegnője, a Haramiák Amáliája, első Shakespeare szerepe A velencei kalmár Portiája volt.
1865-ben Zimajer Bécsbe ment és felvette a kapcsolatot az ottani színházakkal, de gyenge német nyelvtudásuk miatt nem sikerült szerepet kapniuk. Ekkor Helena fiával Rudolph Modjeskivel visszatért Krakkóba. 1868-ban Varsóban a színházak ünnepelt sztárja. Ekkoriban testvérei Jozef és Feliks Benda szintén Lengyelországban dolgoznak.
Karrierje akkor kezdett még inkább kibontakozni, amikor elvált Zimajertől és 1868. szeptember 12-én hozzáment Karol Bozenta Chłapowskihoz, aki révén megismerkedett olyan neves személyiségekkel, mint Tytus Chałubiński, Stanisław Witkiewicz, Henryk Sienkiewicz, Adam Chmielowski, Józef Chełmoński, Ignacy Jan Paderewski. Ekkoriban már az egyik legnagyobb és legünnepeltebb színésznőként tartották számon.
Karol Bozenta Chłapowski nem volt igazi gróf, de Amerikában gróf Bozenta néven lett híres. Ő hozta meg az igazi nyilvánosságot Helena Modrzejewskának, mivel bevezette a társaságba. Később, miután visszatértek Lengyelországba az Adam Sapieha és Mr. Sammelson tulajdonában lévő liberális, nacionalista kiadvány szerkesztője lett Krakkóban. Itt kialakítottak egy saját művészeti központot, a Modjeska szalont, ahol a művészeti és irodalmi világ képviselőit fogadták.

## Az amerikai karrier
Második férjével személyes és politikai indíttatásból 1876-ban Kaliforniába költöztek, egy kisebb baráti társaság kíséretében. A csoport tagjai között volt a később világhírűvé vált Henryk Sienkiewicz is. Vásároltak egy farmot Anaheim közelében és itt alakítottak ki egy lengyel értelmiségi kolóniát. Mezőgazdasági tevékenységük nem volt túl sikeres, így Modjeska inkább visszatért a színpadra. Kaliforniában röpke egy év múltán már a saját színtársulatával aratott sikert. 

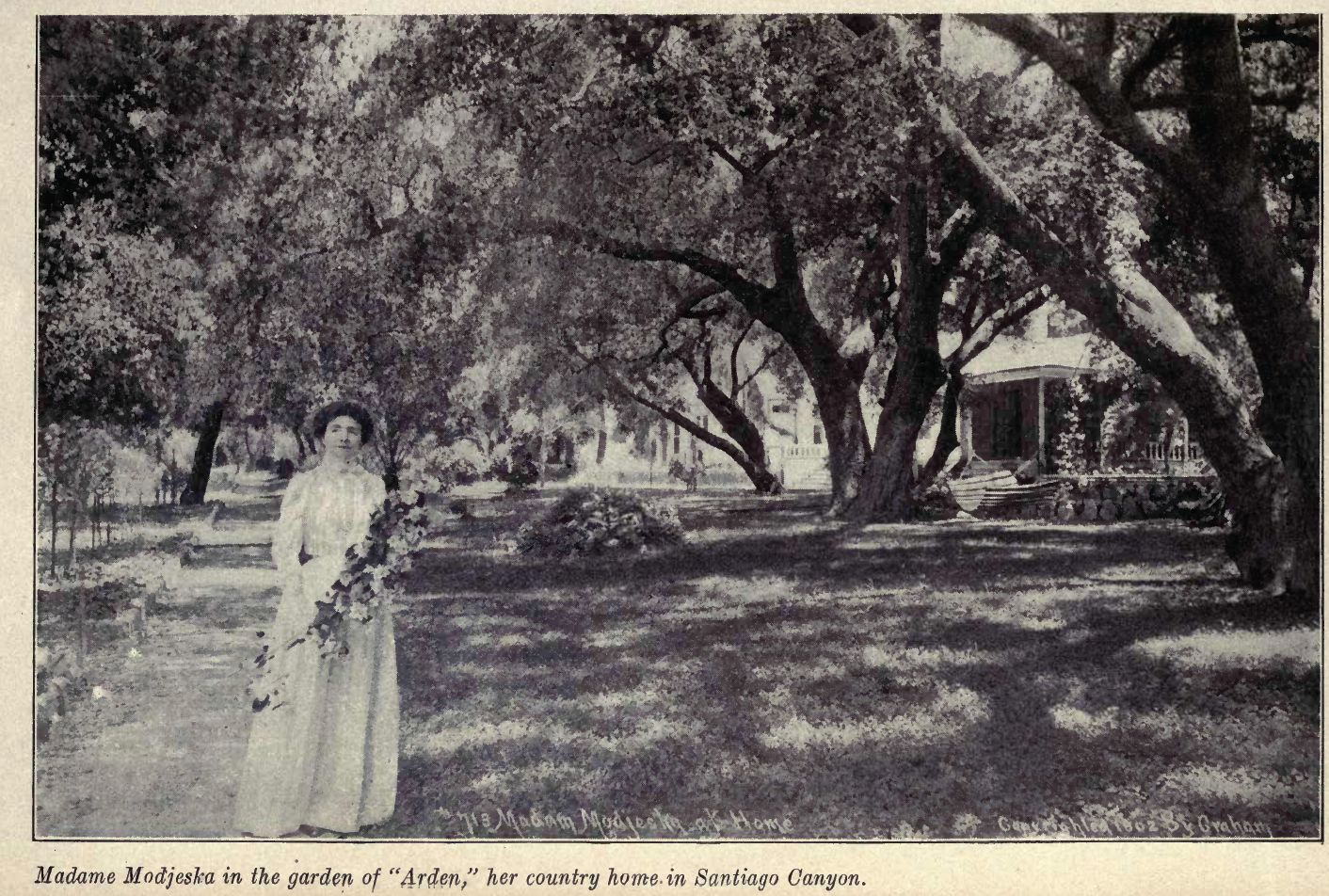
Kaliforniai háza előtt Santiago Canyonban.
Itt élt 1888-tól 1906-ig.

Az angol nyelvet erős lengyel akcentussal beszélő Helena Modjeska saját vasúti kocsijával és társulatával utazta be a vidéket, végigjárta New York, Philadelphia, Boston, Washington színházait. 1877. augusztus 20-án mutatkozott be San Franciscóban a Kalifornia Színházban Ernest Legouvé Adrienne Lecouvreur című drámájának angol változatában, majd New Yorkban is debütált és sikereket ért el a színpadon annak ellenére, hogy nem beszélt tökéletesen angolul. 1878-ban európai turnéra indult, Lengyelországban és Angliában lépett fel. Az Egyesült Államokba 1880-ban tért vissza. 1883. december 7-én az ő rendezésében mutatták be Ibsen Babaház című darabját Louisville-ben (Kentucky) a Macauley's Theatre-ban. Ez volt az első eset, hogy Ibsen művet adtak elő az Amerikai Egyesült Államokban, Helena Modjeska a darabban Nóra szerepét játszotta. Az amerikai állampolgárságot 1883-ban adományozták neki.
1880 és 1890 között számos Shakespeare-műben szerepelt Amerikában, sajátos előadásmódja, melyet Európából hozott magával, közönségét elbűvölte. Így vált híressé, Ophelia, Desdemona, Júlia, Anna királynő szerepében. Fia Ralph Modjeski ezalatt az évek alatt kitűnő épitészí karriert futott be és nemzetközi hírű hídépítőmérnök vált belőle.
Aktív színészi pályafutása 1907-ig tartott, pályája élete utolsó éveiben is ugyanolyan töretlen volt, mint korábban. A halál Kaliforniában érte, 1909. április 8-án 68 éves korában Bright-kórban hunyt el. Kívánsága az volt, hogy ha meghal, hamvait vigyék szeretett szülőföldjére Lengyelországba. Hamvasztása után hazaszállították és Krakkóban a Rakowicki temetőben helyezték örök nyugalomra.

## Drámai szerepei
| - William Shakespeare - Ophelia a Hamletben - Júlia a Rómeó és Júlia című műben - Desdemóna az Othellóban | - - Anna királynő (Queen Anne) a III. Richárdban - Nóra Henrik Ibsen Babaház című művében - Suart Mária Friedrich Schiller drámájában - Eboli hercegnő Friedrich Schiller Don Carlos drámájában | - - Juliusz Słowacki műveiben: Stuart Mária, Mazeppa. - Marion de Lorme szerepe Victor Hugo Marion Delorme drámájában - Tisbé, Angelo, Pádua zsarnoka című Victor Hugo drámában |  |

## Szerepei képekben

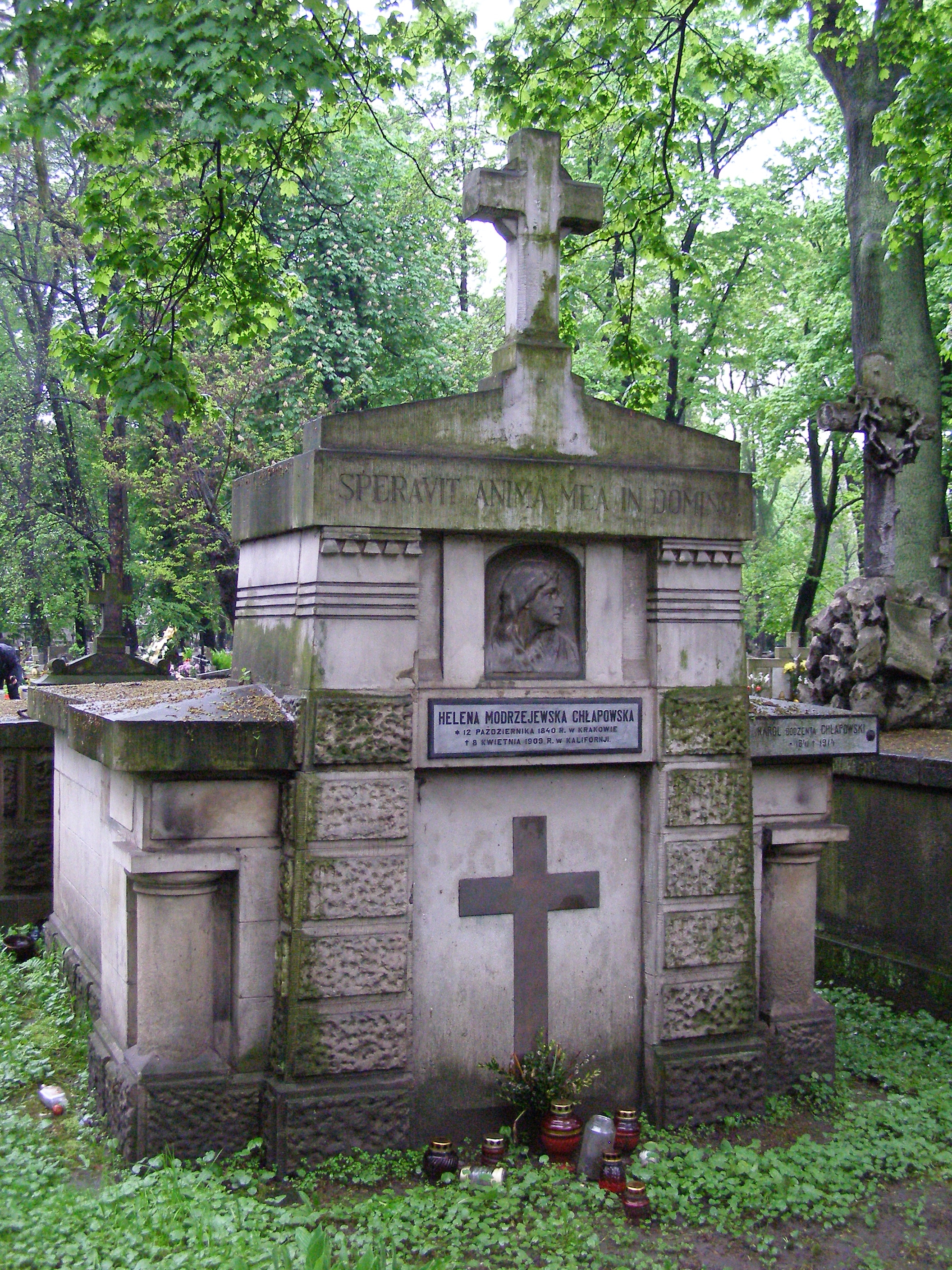
Helena Modrzejewska síremléke a Rakowicki temetőben Krakkóban

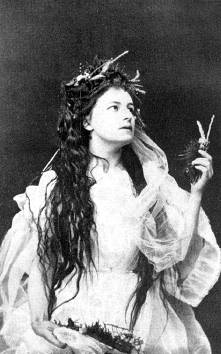
Shakespeare Hamlet, Ophelia, 1867
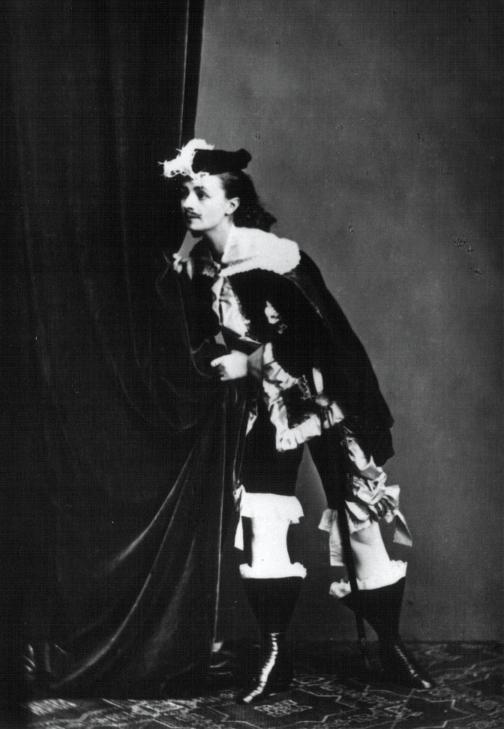
Józef Szujski, Władysław királyfi udvarában, Adam Kazanowski szerepében, 1867
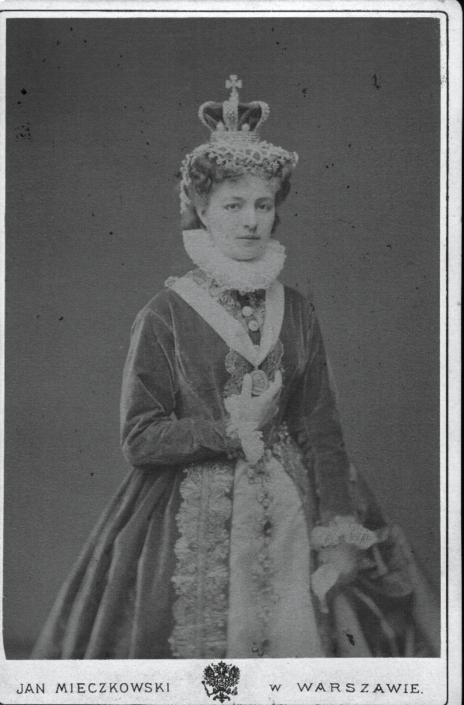
Friedrich Schiller, Stuart Mária, 1872
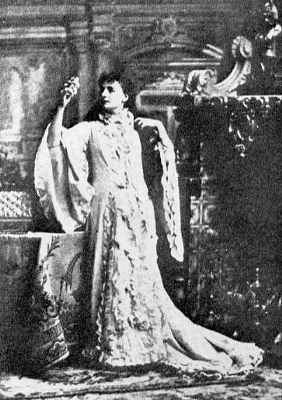
Alexandre Dumas, Camille, 1878
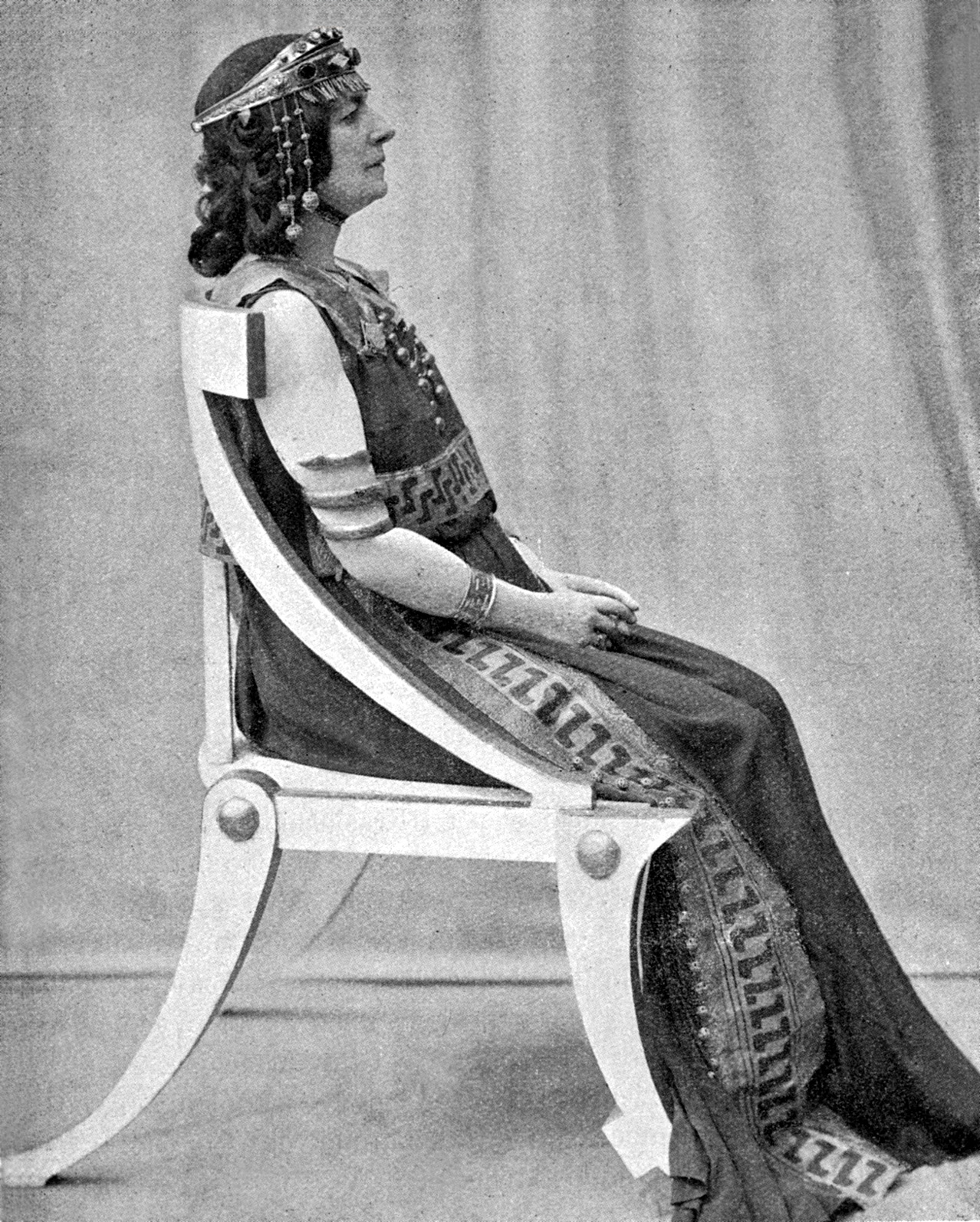
Stanisław Wyspiański, Protesilas és Laodamia, Laodamia

## Film
Kalandos életéről halálának 100. évfordulójára 2009-ben filmet készítettek, Modjeska Woman Triumphant címmel, ezt megelőzően 1990-ben Lengyelországban pedig egy tv-sorozatot írtak életrajza alapján Modrzejewska címmel.